# Маслов, Сергей Семёнович
Сергей Семёнович Маслов (1 ноября 1887—1945?) — эсер, организатор и теоретик кооперации, публицист, член Всероссийского учредительного собрания, управляющий военным отделом Верховного управления Северной области в Архангельске со 2 августа по 20 сентября 1918, лидер эмигрантской «Крестьянской России — Трудовой крестьянской партии».

## Биография
Дед был крестьянином, отец занимался торговлей. По сословному происхождению из мещан. Выпускник шестиклассного городского училища, поступил в Харьковское агрономическое училище. Подрабатывал рытьём канав. В революцию 1905 года строил баррикады на улицах Харькова. В 1906 году вступил в партию эсеров. Окончив в 1907 году Харьковское агрономическое училище, стал работать в имении Харитоненко в Сумском уезде Харьковской губернии. С сентября 1907 года должен был скрываться после обвинения в организации «стачки крестьян». Столкновения с полицией продолжались у него и в 1907—1908 годах в Полтавской и в 1908—1909 в Орловской губерниях, а в 1910 году — в Кубанской области. Приобрёл первый опыт по созданию сельских потребительских обществ, кредитных товариществ, революционной пропагандистской работы в крестьянской среде. Подрабатывал, давая уроки, статьями на сельскохозяйственные темы. В 1911 году попытался получить место секретаря агрономического отдела Волынской губернской земской управы, но, как только Маслов приехал, полиция провела обыск на его квартире и арестовала соседа. Скрылся в Житомирском уезде, служил земским участковым агрономом.
В знак протеста против кредитной политики вместе с другими агрономами Маслов покинул службу. В декабре 1911 года вновь арестован, более 12 месяцев просидел, в основном, в одиночной камере в Харьковской губернской тюрьме. В 1913 году «за принадлежность к партии социал-революционеров» вместе с 8 однопартийцами сослан в Пинегу в Архангельскую губерню. В связи с 300-летием дома Романовых срок ссылки сокращен. В Вологде Маслов согласился занять предложенное ему место агронома-кооператора. Служил заведующим кооперативно-инструкторским отдела Вологодского общества сельского хозяйства, занимался проведением лекций, выставок, выступал с докладами на съездах общества, организовывал экскурсии. Редактор журнала «Северный хозяин». За год с небольшим работы в Вологодском обществе сельского хозяйства сложился круг общения С. С. Маслова — это С. А. Бессонов, К. А. Новиков, Д. А. Деларов, А. Ф. Дедусенко.
В сентябре 1915—1917 учился в психоневрологическом институте в Петрограде. С осени 1915 по апрель 1916 служил в Союзе городов. Затем работал в организации Н. В. Чайковского по оказанию продовольственной помощи населению в прифронтовых районах, а позднее перешёл в центральное товарищество льноводов в Москве.

### В годы революции и гражданской войны
В 1917 году председатель губернского комитета партии эсеров, губернского Совета Крестьянских Депутатов, был членом губернского земельного комитета, избран гласным городской думы.
Председатель оргкомитета по проведению I Всероссийского съезда советов крестьянских депутатов. Открывал I Всероссийский съезд советов крестьянских депутатов в мае 1917, был избран заместителем председателя съезда и членом Исполкома Всероссийского Совета Крестьянских Депутатов.
В конце 1917 года избран во Всероссийское учредительное собрание в Вологодском избирательном округе по списку № 1 (эсеры и Совет Крестьянских Депутатов). Член бюро эсеровской фракции Учредительного Собрания, участник единственного заседания 5 января.
В мае 1918 делегат 8-го Совета партии эсеров. Вошёл в состав Союза возрождения России.
В начале июля 1918 выехал из Вологды в Архангельск. После антибольшевистского переворота 1 августа 1918 вошёл в Верховное управление Северной области во главе с Н. В. Чайковским, состоял в нём до 20 сентября заместителем председателя — зав. военным отделом. С сентября гражданский губернатор Архангельска.
Служил редактором «Вольного голоса Севера».
Направлен Временным правительством Северной области в Омск вместе с правительственной делегацией для установления контактов с правительством Уфимской директории. Приехал 18 ноября 1918 в день свержения Директории и прихода к власти адмирала Колчака. Сотрудничать с Колчаком отказался. Скрываясь от белой контрразведки жил на нелегальном положении. Переехал в Златоуст и после прихода красных, летом 1919, выехал в Москву. По дороге был арестован, доставлен в Уфу, затем отправлен в Москву и вскоре освобождён.
В декабре 1920 организовал в Москве нелегальную антибольшевистскую группу «Крестьянская Россия», ставившую задачу создать крестьянскую партию.

### В эмиграции

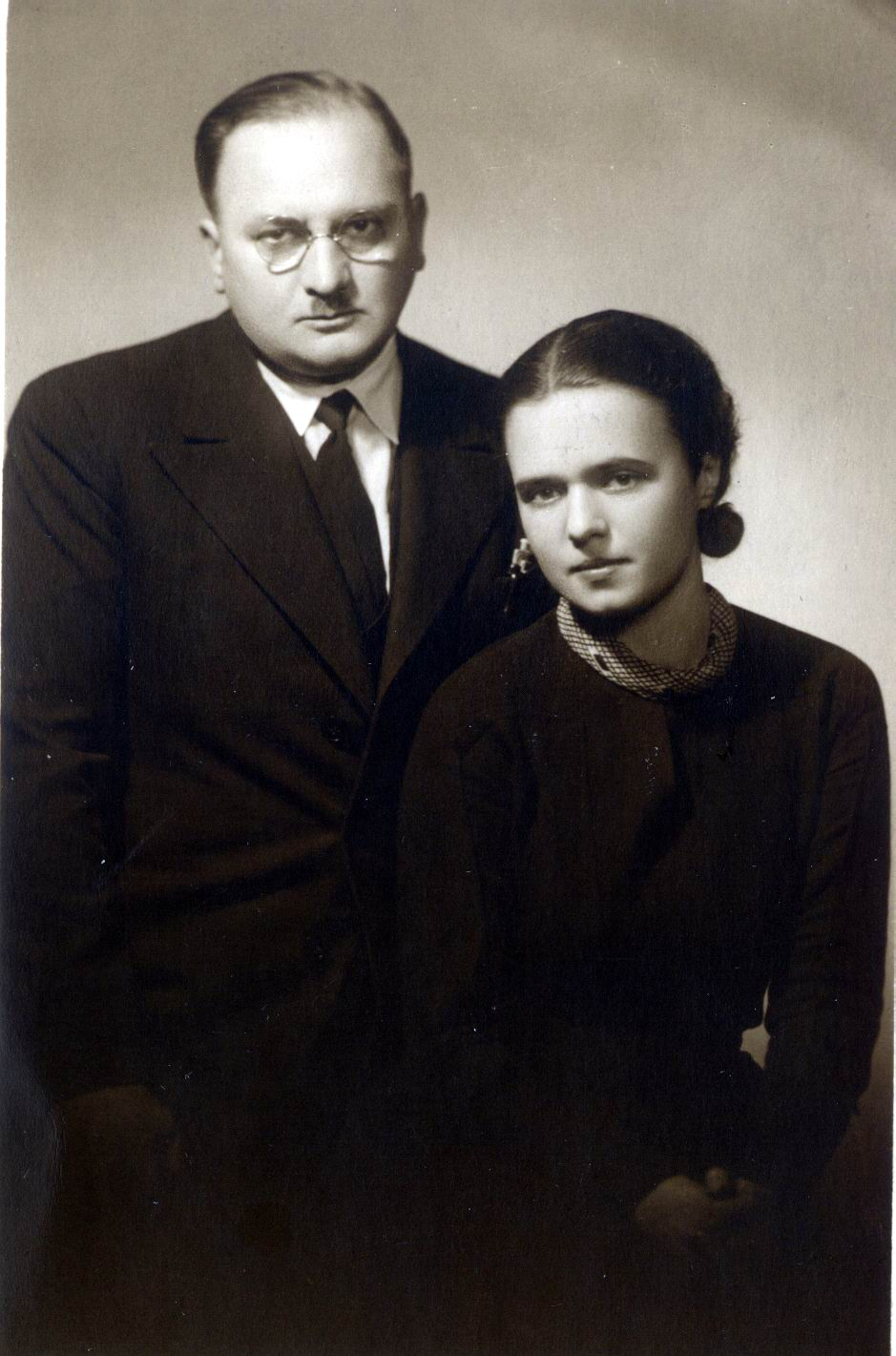
С. С. Маслов с женой Ией, урождённой Андрукович, 1935.

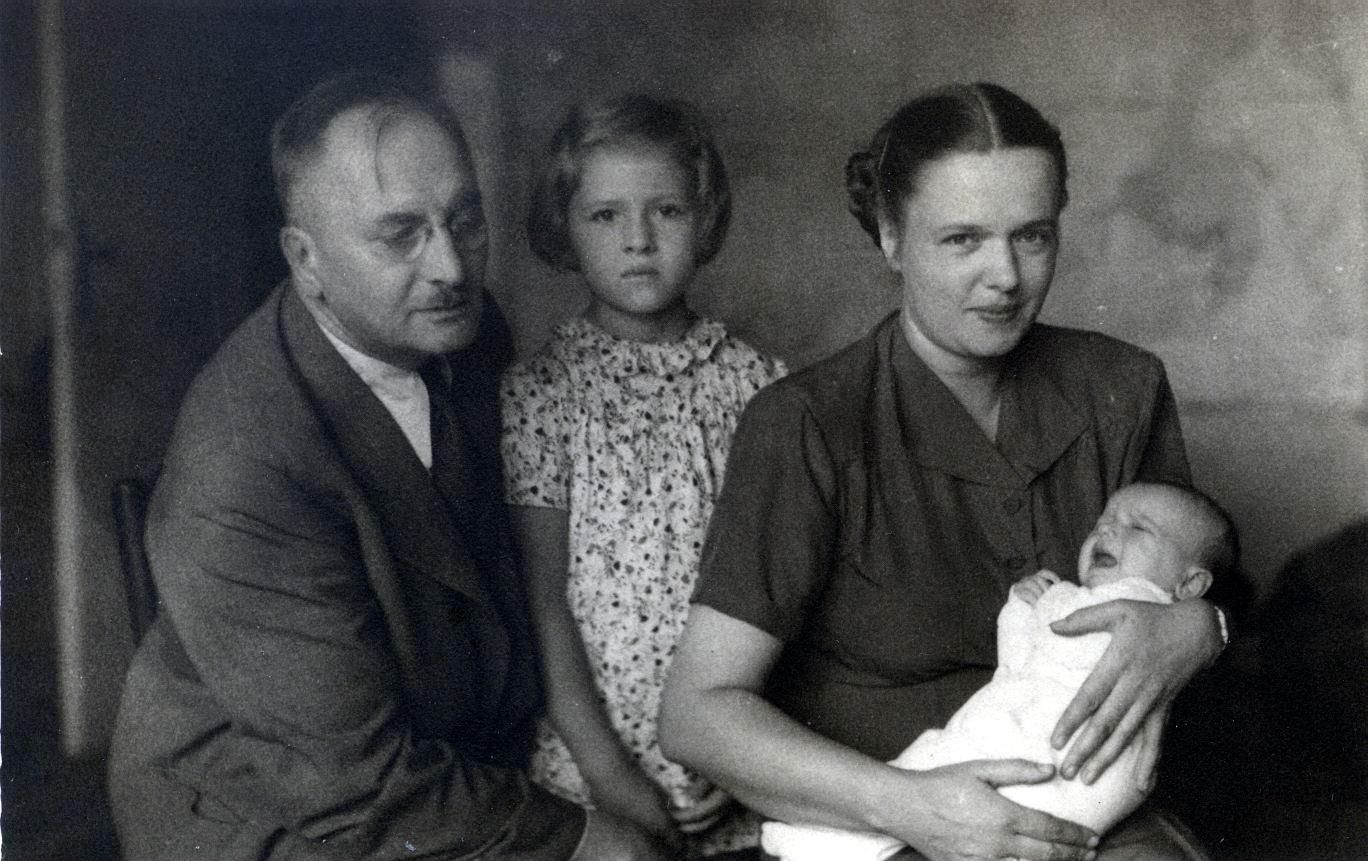
С. С. Маслов, Ия Маслова (Андрукович) и их дочери: Татьяна и Наталья, 1943.

Летом 1921 нелегально перешёл советско-польскую границу. В октябре 1921 поселился в Праге. В начале 1922 исключён из эсеровской партии решением её ЦК. Осенью 1922 создал группу «Крестьянской России».
В декабре 1927 провёл 1-й съезд «Крестьянской России» — Трудовой крестьянской партии, был избран её генеральным секретарём. Оставался на этом посту до 1938. Издатель партийного органа.
Читал лекции в Русском народном университете.
22 июня 1941 арестован гестапо, освобождён под гласный надзор полиции в конце 1941. Летом 1944 за помощь советским военнопленным арестован повторно, находился в пражской тюрьме Панкрац. Весной 1945
перевезён в тюрьму гестапо в Малой Цитадели крепости Терезин. В мае 1945 был освобождён, вернулся в Прагу тяжело больной тифом. 15 мая 1945 был арестован «Смерш». Сведения о смерти отсутствуют. Вероятной может быть версия о смерти от тифа сразу после ареста.

## Семья
- Первая жена — Екатерина Владимировна, урождённая Головинская, уроженка города Житомира, с которой они поженились 14/27 апреля 1914 года в Вологде[6], впоследствии развелись, вторым браком за парижским художником Константином Поповым[7].
  - Сын — умер от туберкулёза в Италии[7]
  - Дочь — умерла во время Гражданской войны[7].
- Вторая жена (с 1935) — Ия, урождённая Андрукович, родом из Пинска[7].
  - Дочь — Татьяна[7]
  - Дочь — Наталья (род. 1942?)[7]
- Сестра — замужем за П. И. Гейданом, бывшим инструктором Вологодского общества сельского хозяйства[3].

## Труды

### Книги
- Маслов С. С. Мирской человек: (из жизни современной крестьянской интеллигенции). М., 1916;
- Маслов С. С. Кооперативное маслоделие Вологодской губернии, Германии и Дании. Вологда, 1917.
- Социалистическая партия, её назначение и политическая организация крестьян. (Как должна строиться партийная организация) — Пг., 1917. — 64 с.
- Маслов С. С. Что такое социализм? П., 1917;
- Маслов С. С. Как организовать кооперативный сбыт льна. М., 1917.
- Маслов С. С. Крестьянство и социализм. Пг., 1917.
- Маслов С. С. Крестьянство и партия социалистов-революционеров. Пг., 1917.
- Маслов С. С. Трудовые земледельческие артели, их значение, история их организации и устав. Ярославль: Ярославский кредитный союз кооперативов. 1918. 315 c.
- Масловъ С. С. Россія после четырехъ летъ революціи. Париж, 1922.
- Маслов С. С. На революционной работе в России. Белград; Прага, 1930.
- Маслов С. С. Колхозная Россия. История и жизнь колхозов. Значение для сельского хозяйства, крестьянства, государства. Природа, эволюция и будущее. — Прага, 1937. — 250 с.
  - Колхозная Россия: история и жизнь колхозов. — М.: Наука, 2007. — 299 с. — (Русское зарубежье. Социально-экономическая мысль / Российская акад. наук, Ин-т экономики) — ISBN 978-5-02-035933-8
- Новая сила в Европе и Милан Годжа. — Прага: Крестьянская Россия, 1938. — 112 с.

### Статьи
- Маслов С. С. Восходящая сила // Крестьянская Россия. 1922. № 1.
- Маслов С. С. Коллективно-земледельческое движение в современной России. // Современные записки. 1922. Кн. X. С. 195—233.
- Маслов С. С. Возрождение России и крестьянство // Крестьянская Россия. 1923. № 2.